# Rainer Merkel

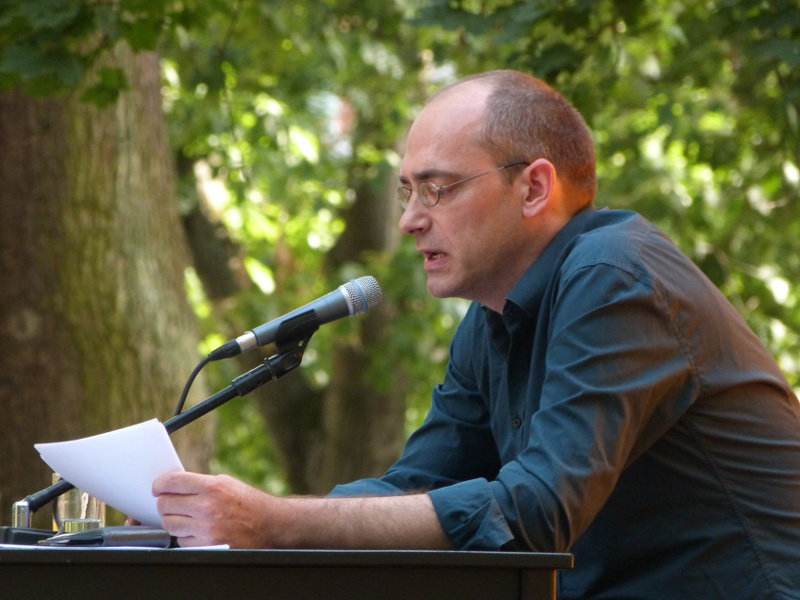
Rainer Merkel bei einer Lesung auf dem Erlanger Poetenfest 2012

Rainer Merkel (* 26. Mai 1964 in Köln) ist ein deutscher Schriftsteller.

## Leben
Rainer Merkel absolvierte ein Studium der Psychologie und Kunstgeschichte in Berlin, das er mit dem Diplom abschloss. Er arbeitete in einer Multimedia-Agentur und als Psychologe auf Honorarbasis. Heute lebt er als freier Schriftsteller in Berlin.
Rainer Merkel erhielt unter anderem folgende Auszeichnungen: 1999 ein Stipendium des Literarischen Colloquiums Berlin, 2001 den Literaturpreis der Jürgen Ponto-Stiftung, 2002 ein Stipendium des Künstlerhauses Villa Concordia in Bamberg sowie 2003 ein Stipendium der Villa Aurora in Los Angeles. Er ist seit 2005 Mitglied des PEN-Zentrums Deutschland und Mitgründer des PEN Berlin.
2009 wurde sein Roman Lichtjahre entfernt für den Deutschen Buchpreis nominiert und gelangte ins Finale der besten sechs Romane.

## Werke
- Das Jahr der Wunder, Frankfurt am Main 2001.
- Beim Herausschauen, Bamberg 2002.
- Das Gefühl am Morgen, Frankfurt am Main 2005.
- Lichtjahre entfernt, S. Fischer, Frankfurt am Main 2009, ISBN 978-3-10-048442-0.
- Das Unglück der anderen. Kosovo, Liberia, Afghanistan, S. Fischer, Frankfurt am Main 2012, ISBN 978-3-10-048443-7.
- Bo, Roman, S. Fischer, Frankfurt am Main 2013, ISBN 978-3-10-048444-4.
- Go Ebola Go. Eine Reise nach Liberia, Fischer E-Books, Frankfurt am Main 2014, ISBN 978-3-10-403510-9.
- Stadt ohne Gott, S. Fischer, Frankfurt am Main 2018, ISBN 978-3-10-397348-8.

## Herausgeberschaft
- Wahlverwandtschaften, Berlin 2002 (zusammen mit Jörg Paulus und David Wagner)

## Verstreute Veröffentlichungen
- Interview: Demut vor dem Material, in: BELLA triste Nr. 13, Hildesheim 2005.

## Auszeichnungen
- 2013 Erich-Fried-Preis[3]